# Zongyang
Zongyang (chiń. upr. 枞阳县; chiń. trad. 樅陽縣; pinyin Zōngyáng Xiàn) – powiat we wschodniej części prefektury miejskiej Tongling w prowincji Anhui w Chińskiej Republice Ludowej. Liczba mieszkańców powiatu, w 2018 roku, wynosiła 714 000. Przed zmianami administracyjnymi w 2015 roku, powiat do prefektury Anqing.